# Edward Majewski
Edward Majewski (ur. 16 listopada 1929 w Kościuszkowie na Wołyniu, zm. 8 maja 2006 w Olsztynie) – polski lekkoatleta, specjalizujący się w biegach średniodystansowych.

## Osiągnięcia
- Mistrzostwa Polski seniorów w lekkoatletyce

- 1955

- Łódź – brązowy medal w biegu na 800 m
- Gorzów Wielkopolski – brązowy medal w biegu przełajowym na 3 km

- Memoriał Janusza Kusocińskiego

- Warszawa 1955 – III miejsce w biegu na 800 m